# كي. دي. ونتورث
كي. دي. ونتورث (بالإنجليزية: K. D. Wentworth)‏ (27 يناير 1951، تلسا في الولايات المتحدة - 18 أبريل 2012، تلسا في الولايات المتحدة)؛ كاتِبة ومؤلِّفة وروائية أمريكية. درست في جامعة تلسا.